# Jasmin B. Frelih
Jasmin Bajrović Frelih, slovenski pisatelj, prevajalec * 1986, Kranj
Študiral je primerjalno književnost in literarno teorijo in zgodovino na Filozofski fakulteti Univerze v Ljubljani, kjer je leta 2016 tudi diplomiral. Med soustanovitelji študentske paraliterarne revije I.D.I.O.T, ki jo naslednjih pet let, med 2009 in 2014, leta sourejal (član uredniškega odbora in glavni urednik št. 12).
Prvi roman Na/pol je izšel 2013 pri Cankarjevi založbi. Zanj je prejel nagrado za knjižni prvenec, evropsko nagrado za književnost in uvrščen v ožji izbor pet romanov za nagrado kresnik. Leta 2016 je doživel drugi ponatis in prevod v angleščino (In/Half, Oneworld Publications, 2018) in nizozemščino (In/Tweën, De Geus, 2017). Leta 2019 je bil roman izdan v madžarščini (Fél/be, Metropolis Media) in hrvaščini (Na/pola, Naklada Ljevak).
Izdal je še zbirko kratkih zgodb Ideoluzije in zbirko esejev Bleda svetloba. Zgodbe in eseji so izhajali v literarnih revijah med 2005-2015.
Pripravil je razstavo z naslovom Drobnje iluzije, ki je bila razstavljena od  24. 9. do 20. 10. 2016 (Ulična galerija Layerjeve hiše in TAM-TAMa) v Kranju.
Odraščal v Žabnici, MO Kranj. Živi tam in občasno še v New Yorku, ZDA. Je samozaposlen v kulturi. Prevaja slovensko poezijo in prozo v angleščino (objave v Banipal, Versopolis, I.D.I.O.T) in iz angleščine v slovenščino (odlomki iz tekstov David Foster Wallace). Z Erico Johnson Debeljak prevedel Cankarjevo zbirko Podobe iz sanj (Images from dreams, Društvo slovenskih pisateljev, 2018).

## Nagrade in nominacije

#### Nagrade
- 2013 nagrada za najboljši knjižni prvenec (29. Slovenski knjižni sejem) za roman Na/pol
- 2016 nagrada Evropske unije za književnost (EU Prize for literature) za roman Na/pol
- 2016 Prešernova plaketa MO Kranj
- 2018 Rožančeva nagrada za zbirko esejev Bleda svetloba

#### Nominacije
- 2014 kritiško sito za roman Na/pol
- 2014 Kresnik, najboljših pet za roman Na/pol
- 2016 kritiško sito za zbirko Ideoluzije
- 2022 kritiško sito za roman Piksli

### Proza
- Na/pol. Ljubljana: Cankarjeva založba, 2013 (COBISS), Ljubljana: Cankarjeva založba, 2016. (COBISS)
- Ideoluzije (Zbirka Prišleki; 79). Ljubljana : LUD Literatura, 2015 (COBISS)
- Piksli (Knjižna zbirka Beletrina). Ljubljana : Beletrina, 2021 (COBISS)

### Publicistika
- Bleda svoboda. Ljubljana: Cankarjeva založba, 2017 (COBISS)